# Чуткий Андрій Іванович
Чуткий Андрій Іванович — український науковець, викладач, доктор історичних наук, професор, професор кафедри давньої та нової історії України КНУ імені Тараса Шевченка.

## Освіта
У 1998 p з відзнакою закінчив історичний факультет Київський національний університет імені Т. Г. Шевченка. Потім навчався в аспірантурі, спеціалізувався по кафедрі давньої та нової історії України.

## Кар'єра
Працював в різних навчальних закладах Києва. Зокрема, був директором Музею історії КНЕУ імені Вадима Гетьмана та професором кафедри історії і теорії господарства цього ж університету. З 2018 доцент кафедри давньої та нової історії України Київського національного університету імені Тараса Шевченка.

## Наукові ступені та вчені звання
Кандидатська дисертація: «М. П. Дашкевич: особистість, наукова та педагогічна спадщина вченого», 2003 р.
Вчене звання доцента, 2012.
Докторська дисертація: «Київський комерційний інститут (1906 — 1920 рр.): становлення та еволюція в контексті інтелектуальної, економічної та політичної історії України», 2013.
Доктор історичних наук (спеціальність 07.00.01 — історія України), 2014.
Вчене звання професора, 2022.

## Сфера наукових інтересів
Історія України XIX — початку XX ст., економічна історія України, військова історія України, персоналістика, історія вищої освіти в Україні XIX — початку XX ст., студентські організації та рухи в Києві початку XX ст.

## Публікації
Автор більше 100 наукових публікацій.
Основні роботи:
Проблема «національного» в житті і творчості Миколи Дашкевича // Просемінарій. Медієвістика. Історія Церкви, науки і культури. – Вип. 4. – 2000. – с. 219 – 245.
Професура Університету Св. Володимира і вища жіноча освіта у Києві (друга половина XIX – початок XX ст.) // Історичний журнал. – No 5. – 2005. – с. 87 – 92.
«Забуте» століття: XIX ст. у вітчизняній історичній науці та освіті (з'ясування проблеми) // Література та культура Полісся. – Вип. 36. – С. 266 – 273. 
Історія держави і права зарубіжних країн. – Ніжин: НДУ; Міланік, 2007. – 260 с.
Історія України. – Кн. 1. Давня та Нова історія України. – Ніжин: НДУ; Міланік, 2007. – 311 с. 
Історія України. – Кн. 2. Новітня історія України. – Ніжин: НДУ; Міланік, 2007. – 239с.
Пам'яті професора (до 100-их роковин з дня смерті М. П. Дашкевича) // Історичний журнал. – 2008. – No 1. – С. 75 – 88.
Київський  університет  у  1914 – 1916  рр.:  забута  історія  першої  евакуації  // Історичний журнал. – 2008. – No 4. – С. 71 – 81.
Микола Дашкевич (1852 – 1908). – К.: Темпора, 2008. – 528 с.
«Український  слід»  науково-педагогічної  спадщини  М. В.  Довнар-Запольського: Київський комерційний інститут у 1917 - 1920 рр. // Сьомі міжнародныя Доунараускія читанні. – Гомель, 2010. – С. 69 – 80.
Питання зміни професорської культури в Києві на початку XX ст.: «справа Є. Д. Сташевського»  та  припинення  М. В.  Довнар-Запольським  роботи  в  Київському комерційному інституті // Гілея. – 2011. – No 49 (No 7). – C. 77 – 83.
Київський комерційний інститут: витоки та історичний поступ (1906 – 1920 рр.). – Ніжин, 2013. – 524 с.
Мітрафан Доунар-Запольскі – заснавальнік першай на Украіне эканамічнай ВНУ // Беларускі гістарычны часопис. – Минск, 2013. –No 4 (165). – С. 14 – 26.
Нариси з економічної історії України. Кн. 1: На перехресті торгових шляхів. – К.: Темпора, 2013. – 616 с.: іл.
Гісторыя адстаукі Мітрафана Доунар-Запольскага з пасады дырэктара Кіеускага камерцыйнага інстытута // Беларускі гістарычны часопис. – Минск, 2014. – No 2 (175). – С. 35 – 41.
Невідомий аспект  європейської  співпраці  України:  праця  громадян західноєвропейських держав в українських ВНЗ на початку XX ст. // Гілея. – 2015. – Вип. 97 (No 6). – С. 101 – 106.
Нариси з економічної історії України. – Кн. 2: Становлення житниці Європи (друга половина XV – перша половина XVII ст.). – К.: Темпора, 2015. – 368 с.
К истории украинско-молдавских отношений: обучение выходцев из Молдовы в киевских вузах в начале XX в. // Moldoscopie (probleme de analiza politica). – Chisinau, 2015. – No 4 (LXXI). – S. 7–21.
Невідомий аспект з історії польської громади Києва початку XX ст.: Польський гурток та Варшавське земляцтво у Київському комерційному інституті (1908–1914 рр.) // EuropaOrientalis. Studia  z  dziejow  Europy  Wschodniej  I  panstw  Baltyckich. – Torun,  2015. – No6. – S. 11–34.
Від  минулого  до  сьогодення:  історичний  шлях  у  110  років  //  Київський національний економічний університет імені Вадима Гетьмана. – К.: Логос Україна, 2016. – С. 16 – 35.
Невідома складова орієнтальних студій в Україні початку XX ст. // Наукові праці Кам’янець-Подільського національного університету імені Івана Огієнка: Історичні науки. – 2016. – Т. 26. – С. 58 – 76.
Внесок Університету св. Володимира у справу заснування нових ВНЗ в Києві (друга половина XIX – початок XX ст.) // Вісник Київського національного університету імені Тараса Шевченка. Серія Історія. – 2017. – Вип. 2 (133). – С. 88 – 93.
Посилання:
- Викладачі: Чуткий Андрій Іванович [Архівовано 17 березня 2017 у Wayback Machine.]
- Чуткий Андрій Іванович. Київський комерційний інститут (1906-1920 рр.): становлення та еволюція в контексті інтелектуальної, економічної та політичної історії України : автореф. дис ... д-ра іст. наук: 07.00.01 / Андрій Іванович Чуткий . – Київ, 2012 . – 33 с. [Архівовано 17 березня 2017 у Wayback Machine.]
- Чуткий А.І. М. П. Дашкевич: особистість, наукова та педагогічна спадщина вченого: Автореф. дис... канд. іст. наук: 07.00.01 / А. І. Чуткий ; Київ. нац. ун-т ім. Т.Шевченка. — К., 2003. — 14 с. [Архівовано 1 квітня 2022 у Wayback Machine.]
- Презентація книжки Андрія Чуткого «На перехресті торгових шляхів. Нариси з економічної історії України» (Київ). Дата події: 14.10.2013
- Презентація книги Андрія Чуткого «Нариси з економічної історії України. Книга 2. Становлення житниці Європи (друга половина XV – перша половина XVII ст.» (Київ). Дата події: 29.10.2015
- Андрій Чуткий в Книгарні "Є" [Архівовано 27 травня 2019 у Wayback Machine.]
- Чуткий Андрій Іванович [Архівовано 13 липня 2019 у Wayback Machine.]

Джерела:
Чуткий А. І. Науковий геній Довнар-Запольського / Економіст. Газета Київського національного економічного університету імені Вадима Гетьмана. — № 6 — 7 (1481 — 1482). Березень 2017 р.